# Eating Too Fast
Eating Too Fast (de 1966) é um filme de Andy Warhol, feito na "The Factory", o antigo estúdio de Warhol em Nova Iorque. Este filme foi, originalmente, intitulado de "Blow Job #2", e traz no elenco o escritor e crítico de arte Gregory Battcock (1937 - 1980).
O filme de 67 minutos de duração, é, na realidade, um remake do filme Blow Job, feito dois anos antes. Anteriormente, Gregory Battcock havia aparecido em dois outros filmes de Andy Warhol, são eles: Batman Dracula (de 1964) e Horse (de 1965).
O catálogo do famoso British Film Institute diz que a primeira metade do filme é uma Plano-sequência, que mostra Gregory Battcock comendo uma maçã, falando ao telefone e, aparentemente, recebendo uma felação. Já na segunda metade do filme, a câmera finalmente começa a se movimentar mais.
Os diários de Gregory Battcock dizem que o filme foi filmado em seu próprio apartamento, que na época se localizava no Greenwich Village, e que, além de Andy Warhol, o músico Lou Reed também estava presente no momento das filmagens.